# Contre-la-montre féminin aux championnats du monde de cyclisme sur route 1994
Navigation
1995
Le contre-la-montre féminin des championnats du monde de cyclisme sur route 1994 a lieu le 25 août 1994 à Catane en Sicile. C'est la première édition de ce championnat. Il est disputé sur une distance de 29,6 km. La course est remportée par l'Américaine Karen Kurreck.

## Classement
|                                    | Coureur               | Pays        |    | Temps          |
| ---------------------------------- | --------------------- | ----------- | -- | -------------- |
| Médaille d'or, Coupe du Monde      | Karen Kurreck         | États-Unis  | en | 38 min 22 s 08 |
| Médaille d'argent, Coupe du Monde  | Anne Samplonius       | Canada      | +  | 44 s           |
| Médaille de bronze, Coupe du Monde | Jeannie Longo         | France      |    | 1 min 21 s     |
| 4.                                 | Clara Hughes          | Canada      |    | 1 min 27 s     |
| 5.                                 | Maria Jongeling       | Pays-Bas    |    | 1 min 39 s     |
| 6.                                 | Rebecca Twigg         | États-Unis  |    | 1 min 39 s     |
| 7.                                 | Vera Hohlfeld         | Allemagne   |    | 1 min 39 s     |
| 8.                                 | Marion Clignet        | France      |    | 1 min 39 s     |
| 9.                                 | Imelda Chiappa        | Italie      |    | 1 min 39 s     |
| 10.                                | Jolanta Polikevičiūtė | Lituanie    |    | 1 min 39 s     |
| 11.                                | Tamara Polyakova      | Ukraine     |    | 1 min 39 s     |
| 12.                                | Edita Pučinskaitė     | Lituanie    |    | 1 min 39 s     |
| 13.                                | Lone Larson           | Danemark    |    | 1 min 39 s     |
| 14.                                | Svetlana Boubnenkova  | Russie      |    | 1 min 39 s     |
| 15.                                | Elena Tchalykh        | Ukraine     |    | 1 min 39 s     |
| 16.                                | Tea Vikstedt-Nyman    | Finlande    |    | 1 min 39 s     |
| 17.                                | Marie Höljer          | Suède       |    | 1 min 39 s     |
| 18.                                | Valentina Polkhanova  | Russie      |    | 1 min 39 s     |
| 19.                                | Zinaida Stahurskaia   | Biélorussie |    | 1 min 39 s     |
| 20.                                | Nuria Florencio       | Espagne     |    | 1 min 39 s     |
| 21.                                | Bogumiła Matusiak     | Pologne     |    | 1 min 39 s     |
| 22.                                | Susanne Ljungskog     | Suède       |    | 1 min 39 s     |
| 23.                                | Luzia Zberg           | Suisse      |    | 1 min 39 s     |
| 24.                                | Tracey Watson         | Australie   |    | 1 min 39 s     |
| 25.                                | Heidi Van de Vijver   | Belgique    |    | 1 min 39 s     |
| 26.                                | Cordula Gruber        | Allemagne   |    | 1 min 39 s     |
| 27.                                | Patricia Santiago     | Argentine   |    | 1 min 39 s     |
| 28.                                | Natasha den Ouden     | Pays-Bas    |    | 1 min 39 s     |
| 29.                                | Samantha Rizzi        | Italie      |    | 1 min 39 s     |
| 30.                                | Izasqun Bengoa-Pérez  | Espagne     |    | 1 min 39 s     |
| 31.                                | May Britt Våland      | Norvège     |    | 1 min 39 s     |
| 32.                                | Lenka Ilavská         | Slovaquie   |    | 1 min 39 s     |
| 33.                                | Maria Heim            | Suisse      |    | 1 min 39 s     |
| 34.                                | Irina Safonova        | Biélorussie |    | 1 min 39 s     |
| 35.                                | Pavlina Daněčková     | Tchéquie    |    | 1 min 39 s     |
| 36.                                | Casilda Riquelme      | Argentine   |    | 1 min 39 s     |
| 37.                                | Bony Eshel            | Israël      |    | 1 min 39 s     |